# Élections municipales est-timoraises de 2023
Les élections municipales est-timoraises de 2023 ont lieu le 28 octobre 2023 afin de renouveler les conseillers des 452 villages (Suco) et 2 322 hameaux (aldeias) du Timor oriental.